# Double Action: Boogaloo
Double Action: Boogaloo ist ein kostenloser Mehrspieler-Ego-Shooter, der an Actionfilme der 1980er Jahre und Actionfilme der 1990er Jahre angelehnt ist. Es erschien 2014 als eigenständiges Spiel auf Steam. Dabei handelt es sich um einen geistigen Nachfolger zu der Half-Life-Mod The Specialists und stammt auch von den gleichen Entwicklern.

## Spielprinzip
Punkte werden nicht für den Frags vergeben, sondern stattdessen Stilpunkte, die der Spieler für Treffer im Flug oder Akrobatik erhält. Hiermit wird auch die Fähigkeit, die Zeit zu verlangsamen, wieder aufgeladen. Schwächere Waffen geben mehr Stilpunkte beim Abschuss. Der Spieler kann zwischen Verfolgerperspektive und Egoperspektive wechseln.

## Rezeption
Das Spiel habe starke Anleihen an Max Payne, insbesondere durch die Implementierung der Bullet Time. Einige Level erinnern ebenfalls an den Film The Matrix, welcher den Effekt populär machte. Das Gameplay sei spaßig, aber die Grafik unspektakulär. Das Spiel nehme sich nicht ganz ernst, sondern setze auf einen stark überzeichneten Stil von Hollywood-Filmen. Die Hechtsprünge und Akimbo-Pistolengriffe erinnern an Actionfilme von John Woo.

### Auszeichnungen
ModDB 2014 Editors’ choice award
- The Ressie Award
- Best Overall